# На шестнадесет
„На шестнадесет“ (на английски: 6teen) е канадски анимационен сериал по идея на Дженифър Пърч и Том Макгилис, който се излъчва за четири сезона и 93 епизода по „Телетун“ на 7 ноември 2004 г. до 11 февруари 2010 г. Сериалът е вдъхновен от комедийния сериал „Приятели“.

## Актьорски състав
- Кристиан Потенза – Джуд Лизовски[3]
- Брук Д'Орси – Кейтлин Кук
- Тери МакГърин – Джонси Гарсия
- Стейси ДеПас – Никол „Ники“ Уонг
- Меган Фехлънбок – Дженифър „Джен“ Мастерсън
- Джес Мал Гибънс – Уайът Уилямс

## В България
В България сериалът започва излъчване по Super7 с дублажа на студио Доли. Ролите се озвучават от Даниела Йорданова, Юлия Станчева, Златина Тасева, Здравко Методиев, Георги Георгиев-Гого и Цанко Тасев.